# Lũ lụt Trung Quốc 2016
Vào giữa tháng 6 năm 2016, mưa lớn đã bắt đầu trên khắp miền nam Trung Quốc, gây ra lũ lụt chết người. Hơn tháng sau, mưa thêm làm lũ lụt thêm trầm trọng và ảnh hưởng đến quốc gia này nặng nề hơn. Khu vực dọc theo sông Dương Tử và sông Hoài  bị ảnh hưởng nặng nề nhất. Ước tính có khoảng 32 triệu người trên khắp 26 tỉnh bị ảnh hưởng và 186 người thiệt mạng. 280.000 hécta (700.000 mẫu Anh) diện tích đất trồng trọt bị phá hủy, với ước tính thiệt hại của nhà nước lên tới 5,73 tỉ USD. Lần cuối lũ lụt đến mức này xuất hiện trong cả nước Trung Quốc vào năm 1998.